# لیتل بو-پیپ
«لیتل بو-پیپ» (انگلیسی: Little Bo-Peep) یک شعر کودکانهٔ انگلیسی‌زبانِ محبوب است.
تاریخچهٔ اولیهٔ این شعر در دست‌نوشته‌ای مربوط به حدود سال ۱۸۰۵ است. این دست‌نوشته فقط شامل اولین بیت است. اشاراتی به بازی کودکانه به نام «بو-پیپ» از قرن شانزدهم وجود دارد، از جمله یکی در شاه لیرِ ویلیام شکسپیر که تصور می‌شود برای آن «بو-پیپ» به بازی کودکانه دالی موشه اشاره دارد اما هیچ مدرکی مبنی بر وجود قافیه قبل از قرن ۱۸ وجود ندارد. اشعار اضافی برای اولین بار در سال ۱۸۱۰ که در لندن توسط جوزف جانسون منتشر شد، ثبت شده‌است.